# Дубенское (Красноярский край)
Дубенское — село в Шушенском районе Красноярского края России, входит в состав Синеборского сельсовета.

## География
По окраине села протекает река Ашпа (впадает в Ою), при ней искусственно создан Дубенский пруд.

## История
В 1829 году на этом месте было военное «казённое поселение», где селились казаки, в 1842 году получило статус села. В 1851 году а селе насчитывалось 72 двора и 471 душ мужского пола. В 1893 году открылась церковно-приходская школа.
В 1926 году в селе Дубенском было 375 дворов и 1702 жителя. В 1921 в селе открылась вечерняя школа для ликвидации безграмотности, с 1937 работают две школы: начальная и семилетняя; появились сельский клуб и библиотека.

## Население
| 2010 |
| ---- |
| 413  |

Год основания: 1829

## Инфраструктура
В селе есть общеобразовательная школа, библиотека, дом культуры, почтовое отделение, фельдшерско-акушерский пункт, памятник воинам-односельчанам.
Улицы
- Октябрьская
- Молодёжная
- Красных Партизан
- Советская
- Туруханская
- Рабочий переулок
- Зелёная[уточнить]

В 2021 году в селе провели «фестиваль черемши».